# George Lucas
George Walton Lucas, Jr. (Modesto, Califòrnia, 14 de maig de 1944) és un llicenciat en cinema per la Universitat del Sud de Califòrnia i director, productor i guionista estatunidenc creador del reeixit fenomen fílmic de La Guerra de les Galàxies (Star Wars) i posteriorment d'Indiana Jones, com a productor. Va ser el president de Lucasfilm Ltd, LucasArts Entertainment Company, i Lucas Digital Ltd, Lucas Licensing, LucasBooks i Lucas Learning Ltd. abans de vendre l'entremat a The Walt Disney Company el 2012.
Lucas va dirigir la seva primera obra cinematogràfica, THX 1138, el 1970. La pel·lícula va ser produïda per American Zoetrope, cofundada per Lucas i Francis Ford Coppola. El 1971 Lucas forma la seva pròpia companyia, Lucasfilm Ltd, a San Rafael (Califòrnia).
El 1973 Lucas va dirigir American Graffiti, un film sobre els joves estatunidencs de la primera meitat dels anys seixanta. La pel·lícula va guanyar el Globus d'Or, el New York Film Critics i el premi de la National Society of Film Critics. Va obtenir també 5 nominacions a l'Oscar.
Quatre anys després, Lucas va escriure i va dirigir La Guerra de les Galàxies (episodi IV: una nova esperança), una pel·lícula que va trencar tots els rècords de taquilla i va guanyar set Oscar de l'Acadèmia. Lucas va iniciar la història de L'Imperi Contraataca (episodi V) i El retorn del Jedi (episodi VI), de les quals també va ser el productor executiu. El 1980 va escriure i va produir A la recerca de l'arca perduda dirigida per Steven Spielberg amb la qual va obtenir 5 Oscars. També va ser coproductor i creador de la història d'Indiana Jones i el temple maleït, estrenada el 1984, nominada a 2 premis de l'Acadèmia dels quals va obtenir el de millors efectes especials. Lucas també és conegut per la seva col·laboració amb el compositor John Williams, que li va ser recomanat per Spielberg, i amb qui ha treballat per a totes les pel·lícules de les dues franquícies. També va produir i escriure diverses pel·lícules i sèries de televisió a través de Lucasfilm entre la dècada de 1970 i la dècada de 2010.
El 1997, Lucas va reeditar la trilogia de La Guerra de les Galàxies com a part d'una edició especial amb diverses alteracions; versions mediàtiques inicials amb altres canvis es van llançar el 2004 i el 2011. Va tornar a dirigir amb una trilogia de preqüeles de la saga que comprenia L'amenaça fantasma (episodi I) (1999), L'atac dels clons (episodi II) (2002) i La venjança dels Sith (episodi III) (2005), que obrí les portes a la trilogia clàssica. Posteriorment va col·laborar a la sèrie de televisió animada per CGI Star Wars: The Clone Wars (2008-2014, 2020), la pel·lícula bèl·lica Red Tails (2012), i la pel·lícula CGI Strange Magic (2015).

## Biografia

### Infància

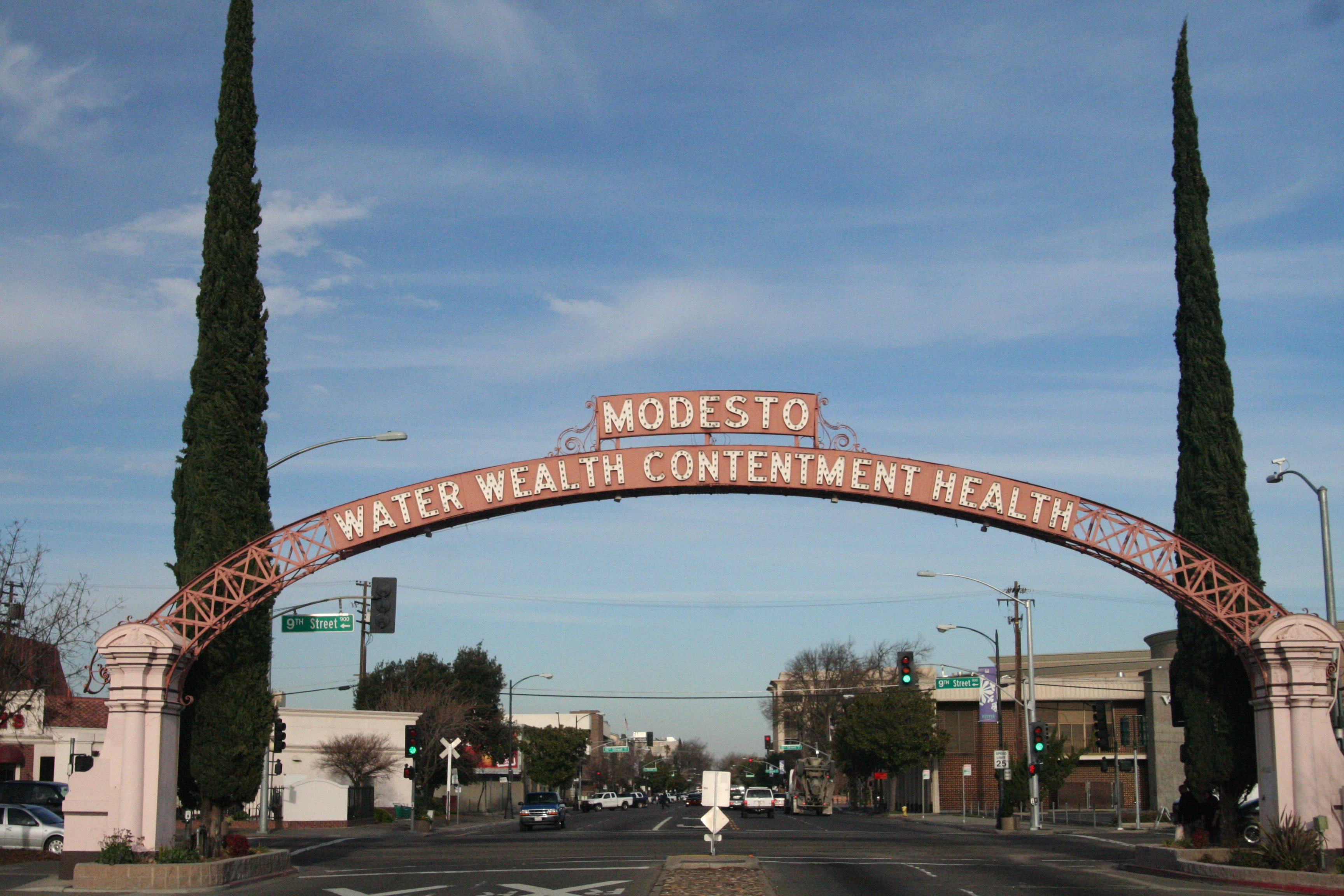
Arc a l'entrada de Modesto (Califòrnia).

George Walton Lucas, Jr. va néixer el 14 de maig de 1944 à Modesto, a Califòrnia, on els seus pares Dorothy Ellinore Bomberger i George Walton Lucas Senior dirigien una papereria Té tres germanes anomenades Ann, Kathleen i Wendy. El seu pare, un cosí llunyà de l'actor Marlon Brando,
l'educa amb rigor, sent la família luterana. Era un nen petit per la seva edat, aparentment fràgil, i víctima de assetjament escolar a l'escola.
Durant la seva joventut, com molts joves estatunidencs d’aquella època, llegia còmics. Entre els que van deixar una empremta duradora en ell, hi ha les sèries de terror i ciència-ficció d'EC Comics i les sèries de superherois de Marvel Comics, com ara Fantastic Four de Jack Kirby. També era un apassionat dels drames de ràdio, televisió western, motocicletes, cotxes i rock 'n' roll.
Fanàtic de les carreres de motor, passa el carnet als setze anys i somia amb ser pilot professional. Però el 12 de juny de 1962, als divuit anys, va tenir un terrible accident de trànsit mentre conduïa el seu Autobianchi Bianchina. El seu cotxe gira, però, miraculosament, el cinturó de seguretat cedeix al mateix temps i és expulsat abans que la xapa metàl·lica de la màquina l’aixafi contra la carretera. Malgrat tot, va romandre en cures intensives durant dues setmanes. Transformat per aquesta experiència, va acabar amb les seves ambicions de convertir-se en pilot.
George Lucas comença a anar al cinema força tard, poc abans d’anar a la universitat. De fet, la seva educació en la imatge havia arribat fins llavors principalment de la televisió.. Va estar especialment interessat en el cinema experimental estatunidenc i també va descobrir el cinema europeu a través de pel·lícules com Al final de l'escapada (À bout de souffle) (1960) de Jean-Luc Godard, Jules et Jim (1962) de François Truffaut i Fellini 8 ½ (8½ o Otto e mezzo) (1963) de Federico Fellini.

### Estudis i primers curts

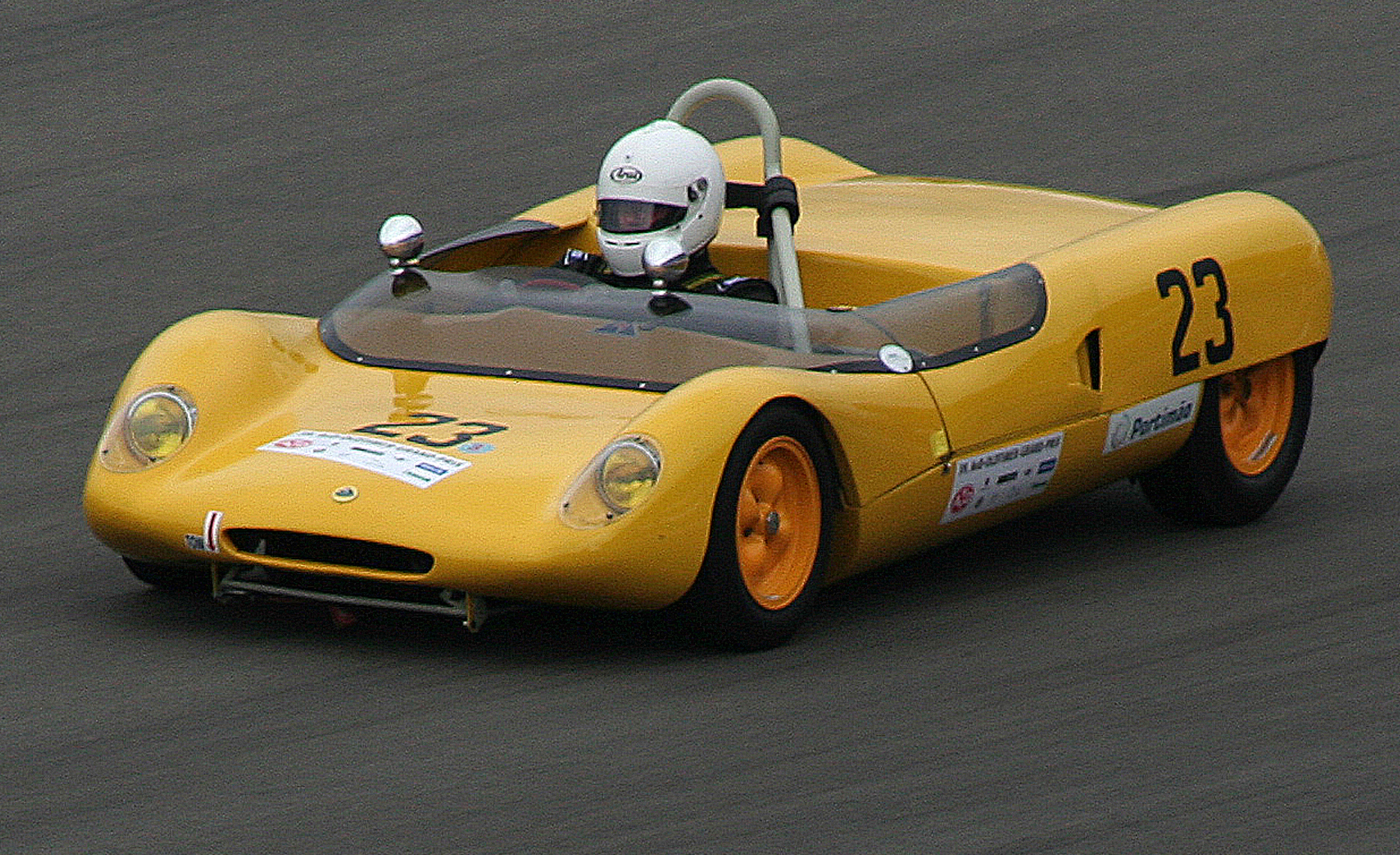
Un Lotus 23 bastant similar a l’utilitzat al curt 1:42.08.

Tot i la forta oposició del seu pare que volia que assumís el negoci familiar, George Lucas va ingressar a l'escola de cinema de la Universitat del Sud de Califòrnia a Los Angeles. Hi va dirigir diversos curtmetratges. El 1965, per a un curs sobre animació, va produir Look at Life, un muntatge d'un minut de diverses fotos icòniques de principis dels anys seixanta. Durant l'any 1966 va dirigir Herbie, un curt experimental de setze minuts sense història ni actors amb un fons d'una peça de jazz de Herbie Hancock, i Freiheit (llibertat en alemany), la història d'un jove estudiant alemany que intenta creuar el Teló d'acer. També el 1966 va rodar 1: 42.08, un curtmetratge que presenta un Lotus 23 en un circuit automobilístic a Los Angeles. Mentre rodava, va conèixer el director Haskell Wexler i es van fer amics.
El 1967, va dirigir el curtmetratge distòpic Electronic Labyrinth: THX 1138 4EB en homenatge a una de les seves pel·lícules preferides, 21-87 d'Arthur Lipsett. Com que la Universitat del Sud de Califòrnia té un contracte amb el departament de cinema de la Marina dels Estats Units d'Amèrica, aquest darrer va finançar el curtmetratge. A canvi, George Lucas va donar lliçons a cineastes navals. Va rodar en particular a un aparcament de la Universitat de Califòrnia, a l'aeroport internacional de Los Angeles i a l'aeroport Van Nuys. La pel·lícula es va acabar a casa d'un dels professors de Lucas, l'editora Verna Fields, després de dotze setmanes de treball. Impressionat per aquest curt, el llavors aspirant a cineasta, Steven Spielberg es va presentar a Lucas per felicitar-lo.
Llavors Lucas realitza The Emperor, un documental de vint minuts sobre el presentador de ràdio amfitrió conegut per aquest sobrenom, després Anyone Lived in a Pretty How Town, adaptació del poema homònim de E. E. Cummings i 6-18-67, un documental sobre el plató a Arizona de la pel·lícula MacKenna's Gold de J. Lee Thompson, un western amb un còmode pressupost. Lucas jutja "ridícula" l'opulència d'aquesta pel·lícula. Fins i tot el sorprèn la pesadesa del rodatge mentre ell i els seus companys de classe roden per 300 $. De fet, diversos estudiants de la seva universitat han estat enviats a aquest plató fer pel·lícules. Els altres estudiants del grup fan pel·lícules força clàssiques al plató. Lucas prefereix aprofitar l'entorn natural per crear una variació de la bellesa del desert sense cap connexió directa amb la pel·lícula.
Al gener de 1968, el seu curt Electronic Labyrinth es va projectar a la tercera edició del festival de cinema estudiantil celebrat al Lincoln Centre de Nova York. Va guanyar el primer premi en la categoria de pel·lícules dramàtiques. La pel·lícula també li va valer una estada de sis mesos a Warner Bros. Studios a Burbank. Va ser assignat allà al plató de La vall de l'arc iris, el tercer llargmetratge de Francis Ford Coppola. Al plató es fa ràpidament amic del director. Coppola fins i tot permet que Lucas es converteixi en el seu ajudant durant el rodatge, sempre que trobi "una bona idea al dia". També a 1968, Francis Ford Coppola li va confiar la realització de Filmmaker, un documental sobre la producció de la pel·lícula Gent de pluja.

### Primers llargmetratges
La forta amistat, gairebé fraternal, entre Francis Ford Coppola i George Lucas és decisiva en la vida d'aquest últim: de fet, Coppola creia molt en les habilitats de Lucas i va fer tot el possible per donar-li confiança en si mateix, sobretot empenyent-lo a escriure guions. Les seves personalitats no osbtant són tan distants com són físicament diferents, George Lucas va arribar a dir «La meva vida és només una mena de reacció a la vida de Francis, jo sóc la seva antítesi». George Lucas és tant introvertit, fràgil, prudent, maniàtic del control com Coppola és extravertit, alt, atrevit i li agrada delegar.
Al maig de 1969, per obtenir una certa independència de Warner Bros., Coppola i Lucas van fundar a San Francisco la seva pròpia productora: American Zoetrope. Lucas és nomenat vicepresident executiu. Tot i així, sembla que les visions de George Lucas i Francis Ford Coppola difereixen des del principi respecte a aquesta empresa, Lucas la veu com una manera de redescobrir l’ambient i el món del treball amable que va experimentar a la universitat, Coppola tendint a convertir-la en una major alternativa.. Per a la seva primera producció, la companyia va planejar adaptar el curt Electronic Labyrinth en un llargmetratge titulat THX 1138. Warner Bros va acceptar coproduir el projecte i va prestar tres-cents mil dòlars a la jove empresa.
Amb un pressupost final de 777.777 $, Lucas roda el seu primer llargmetratge del 22 de setembre al 21 de novembre del 1969. Un any després, la pel·lícula es va estrenar el 19 de novembre de 1970 pels representants de Warner Bros. La visualització va ser catastròfica. Van trobar que la pel·lícula no era apta per a la promoció i la venda i van exigixir la devolució de l’avançament de tres-cents mil dòlars. Coppola es trobava llavors molt endeutat i es va resignar a dirigir la pel·lícula El Padrí per a Paramount, mentre Lucas va decidir fundar la seva pròpia companyia de producció: Lucasfilm. THX 1138 va ser llavors muntada per Rudi Fehr a petició de Warner Bros. i estrenada als cinemes estatunidencs al març de 1971. La pel·lícula va tenir un èxit de crítica relatiu. Lucas treu d'aquesta experiència la certesa que en el futur assegurarà el control total de les seves pel·lícules. Aquesta aventura també va alterar l'amistat entre Coppola i Lucas, en sentir-se aquest últim insuficientment suportat per Francis Ford Coppola davant la Warner.

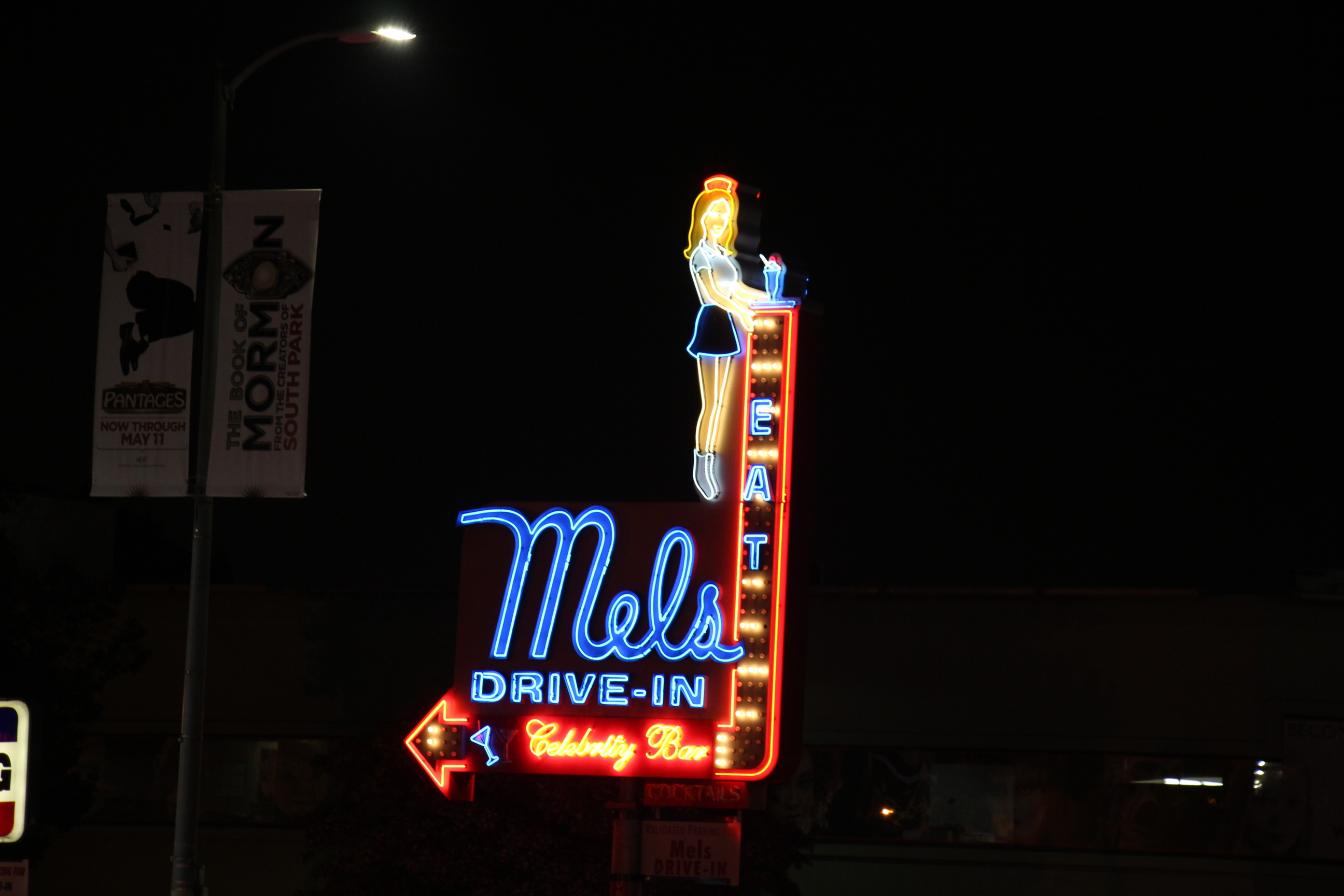
Mel's Drive-In és el lloc on es troben els protagonistes d'American Graffiti.

A finals de 1971, Lucas va signar un acord amb l'empresa Universal Pictures per al finançament de dues pel·lícules, la primera es deia American Graffiti i la segona era una pel·lícula de ciència-ficció sense nom.
Per a American Graffiti, George Lucas estava convençut per la seva dona, l'editora Marcia Lucas, així com per Francis Ford Coppola per fer una pel·lícula menys freda, menys abstracta, menys cerebral i intel·lectual que les pel·lícules cap a les quals es movia des de la universitat. Va prendre com a repte la idea de dirigir una pel·lícula comercial i va decidir convertir-la en una obra més positiva que el cinema molt fosc dels anys setanta, marcat sobretot per la desesperació de l'enfonsament dels Estats Units a la Guerra del Vietnam. Va situar l'acció de la seva pel·lícula a principis dels anys seixanta, abans del començament de la guerra, com un retorn a una època que per als Estats Units seria la de la innocència. Ned Tanen, el productor d’Universal, li va oferir triar un productor executiu d’una llista que li va presentar i en la qual es trobava Francis Ford Coppola. Malgrat el seu desig d'allunyar-se d'aquest últim, Lucas el va triar. També va contractar al seu amic Haskell Wexler com a director de fotografia de la pel·lícula. El rodatge d'American Graffiti va començar el 26 de juny de 1972 i va durar 29 dies. Lucas el va filmar com un documental seguint l’itinerari de diversos joves protagonistes al voltant del mateix vespre en una petita ciutat. Al director li va costar dirigir els actors i va haver de contractar un professional del teatre per fer-los funcionar, dedicant-se ell mateix a la producció tècnica de la pel·lícula. Tanmateix, va descobreix com li agradava treballar en un projecte «positiu» i feliç.
Si bé la premiere va tenir èxit, el productor Ned Tanen va ser extremadament negatiu respecte a la pel·lícula i Francis Ford Coppola la va haver de defensar enèrgicament perquè acceptés estrenar-la als cinemes. Una actitud per la qual Lucas es va sentir en deute. American Graffiti finalment es va estrenar l'11 d'agost de 1973. Es va convertir en «l'èxit d’estiu» i, a finals de 1973, ja arribava als cinquanta-cinc milions de dòlars.. Això va suposar un gran guany en vista de la inversió inicial. La pel·lícula també va ser un èxit de crítica i va rebre diversos premis. George Lucas va guanyar set milions de dòlars amb aquesta pel·lícula, li va quedar quatre després d’impostos. Tot i que ell i la seva dona Marcia vivien amb menys de 1.500 dòlars al mes, no van canviar dràsticament el seu estil de vida i només van comprar una casa a San Anselmo per restaurar-la. El repartiment de beneficis va crear noves tensions amb Coppola, amb la parella que va acceptar lliurar part del seu benefici al director de fotografia Haskell Weller i al productor Gary Kurtz, però van estar en desacord sobre qui els l'havia de donar. Finalment va ser Francis Ford Coppola qui va acceptar cedir-li una part del seu propi benefici.
Llavors Lucas va planejar fer Apocalypse Now, un projecte cinematogràfic sobre la Guerra del Vietnam, però les diferències artístiques amb Coppola el van fer abandonar el projecte. La pel·lícula va ser finalment dirigida pel mateix Francis Ford Coppola.
L'experiència de la seva anterior pel·lícula va mostrar a Lucas quant li agradaven els temes positius. Per tant, va voler continuar per aquest camí.
Havent destinat American Graffiti a un públic adolescent, tenia previst canviar de públic i va decidir adreçar-se aquesta vegada a preadolescents. Quan tenia aquesta edat va poder veure moltes pel·lícules de pirates o westerns, cosa que ja no era el cas a principis dels anys setanta, la moda estava en les pel·lícula de catàstrofes. Lucas va trobar que hi havia poques pel·lícules que poguessin donar valors morals a nens de deu o dotze anys. Les pel·lícules de Disney, les úniques per a aquest públic, eren per a ell més comercials que artístiques. Llavors Lucas va intentar adaptar la sèrie de televisió de ciència-ficció Flash Gordon al cinema. Tot i això, davant les demandes de l'empresa propietària dels drets d'autor, va abandonar el projecte.

### Primera trilogia de La guerra de les galàxies
Després de l'èxit d'American Graffiti, Lucas va aconseguir al final de 1973 d'Alan Ladd Jr., un dels vicepresidents de la companyia 20th Century Studios, finançament per al seu següent projecte, una pel·lícula de ciència-ficció de la seva invenció: La guerra de les galàxies. Després, el 1975, va negociar amb el anglès els drets per fer dues seqüeles de la seva pel·lícula. Per donar suport a la quantitat colossal d'efectes especials necessaris per crear la seva èpica intergalàctica, el maig del mateix any Lucas va fundar l'empresa Industrial Light & Magic. La va instal·lar en un antic magatzem a un suburbi de Los Angeles.
El rodatge va començar el 22 de març de 1976 a Tunísia es va traslladar a Elstree Studios als suburbis de Londres, on va finalitzar el 23 de juliol. En descobrir el primer tall de la pel·lícula, Lucas es va trobar en estat de xoc. El va trobar desastrós i va demanar a l'editor que hi tornés a treballar, però s'hi va negar. Llavors Lucas va decidir acomiadar-lo i contractar a Richard Chew, Paul Hirsch i la seva pròpia esposa Marcia Lucas. Els editors van fer el millor ús de les millors captures per fer la pel·lícula menys "tradicional i plana". Lucas va aconseguir que l'estrena de la seva pel·lícula s'ajornés del Nadal de 1976 a l'estiu de 1977. Això li va deixar temps per integrar els efectes especials produïts per Industrial Light & Magic, però quan es va assabentar que els tècnics havien gastat la meitat del seu pressupost en fer una sola escena, Lucas es va ensorrar. Va ser hospitalitzat creient que havia patit un atac de cor. Els metges només li van diagnosticar hipertensió arterial i li van recomanar menys estrès. Aleshores, el director es va obligar a supervisar els tècnics per redoblar l'esforç i acabar els efectes especials a temps.

Logo de la saga La guerra de les galàxies.

Com que 20th Century Fox temia la competència de pel·lícules d'estiu com Smokey and the Bandit, va avançar l'estrena al 25 de maig de 1977. La guerra de les galàxies (avui coneguda com Episodi IV: Una nova esperança es va estrenar a trenta-set cinemes i en trenta-sis d'ells supera els rècords d'entrades. A continuació, els distribuïdors multipliquen el nombre de teatres on es mostra la pel·lícula. Els estatunidencs acudeixen en massa a veure-la. La pel·lícula es va convertir en un dels primers blockbusters de la història, es va situar primer en ingressos el 1977 i va resultar en la duplicació del valor de les accions de Fox. Una nova esperança continua sent una de les pel·lícules més rendibles financerament de tots els temps. Després d'haver negociat prèviament amb Fox per aconseguir el control de derivats, Lucas va fer fortuna gràcies a ells. Això també li va permetre una relativa independència de les productores.
És en total independència que Lucas decideix produir L'Imperi contraataca, la següent pel·lícula, autofinançant-se amb un préstec del seu banc. 20th Century Fox es va conformar amb la distribució de la pel·lícula als cinemes. George Lucas es va adonar que no podia ocupar-se humanament del finançament, la producció i la direcció alhora. Per tant, va decidir contractar un director confirmat. La seva elecció va recaure en Irvin Kershner, a qui coneixia com a professor a l'escola de cinema. El rodatge va començar el 5 de març de 1979 a Noruega i després va continuar als estudis Elstree des del 13 de març. Va Acabar el 24 de setembre. La pel·lícula es va estrenar als Estats Units el 21 de maig de 1980 en format de 70mm a cent vint-i-set cinemes. Cent vint-i-cinc d’ells van batre el seu rècord d’entrades durant el primer dia. A partir del 18 de juny, es va organitzar una transmissió més àmplia en format de 35 mm. Aquesta pel·lícula també es va col·locar al primer lloc de taquilles a nivell mundial de l'any 1980.
Per a El retorn del Jedi, la tercera pel·lícula de la saga, George Lucas planejava contractar el seu amic Steven Spielberg per a la realització, però el sindicat de directors dels Estats Units li ho va impedir. De fet, Lucas i el sindicat havien estat freds des que el segon va multar el primer per no haver indicat els crèdits al començament de L'Imperi contraataca, com era llavors normatiu. Després de moltes recerques, al maig de 1981 Lucas va revelar el nom del director que finalment conserva: Richard Marquand, un gal·lès que acabava de fer una pel·lícula bèl·lica anomenada L'ull de l'agulla. El rodatge va començar l'11 de gener de 1982 a Pinewood Studios a Anglaterra i, a continuació, es va reprendre als Estats Units des de abril de 1982, acabant el 20 de maig. La pel·lícula es va projectar a les pantalles estatunidenques el dimecres 25 de maig de 1983, sis anys després de la primera pel·lícula de Star Wars. Va arribar a mil dos cinemes. Igual que les dues entregues anteriors, la pel·lícula se situa al primer lloc de la venda d'entrades de l'any 1983.
Tanmateix, després del treball sobre la primera trilogia, George Lucas estava realment "esgotat". A més, va perdre part de la seva fortuna després del divorci el 1983. Llavors va voler aturar el desenvolupament de la saga Star Wars i va cancel·lar extraoficialment la trilogia que s'havia de produir després d'El retorn dels Jedi, però va declarar, per altra banda, que la idea de preqüeles que tenen lloc abans d'Una nova esperança encara l'interessaven.

### Debut d'Indiana Jones

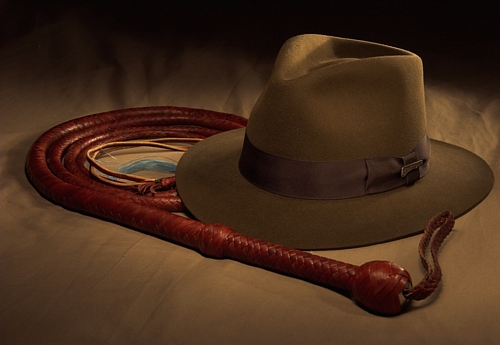
El barret i el fuet són dos dels accessoris distintius d'Indiana Jones.

A finals de maig de 1977, pocs dies després del llançament de La guerra de les galàxies, George Lucas es va prendre uns dies de vacances a Hawaii amb Steven Spielberg. Aquest últim li va dir que volia fer un James Bond. Lucas li va respondre que tenia coses encara millors i li va explicar un dels seus projectes, una pel·lícula d’acció sobre un aventurer anomenat Indiana Smith. Spielberg li va aconsellar que canviés el nom per Indiana Jones perquè el primer nom s'assemblava massa al títol de la pel·lícula Nevada Smith (1966). El guió el van assignar a Lawrence Kasdan basat en una història escrita per Lucas i Philip Kaufman. Steven Spielberg la va dirigir i Lucas va assumir el paper de productor executiu. La pel·lícula, batejada com A la recerca de l'arca perduda, es va estrenar el 12 de juny de 1981 i es va convertir en l'èxit més gran de l'any als Estats Units.
Basant-se en l'èxit de la primera entrega, Lucas i Spielberg es van trobar el 1983 a Sri Lanka, cadascun en les seves posicions respectives, per rodar una seqüela anomenada Indiana Jones i el temple maleït. Tot i que Spieberg era reticent, Lucas va aconseguir convèncer-lo perquè fes una pel·lícula més fosca que l’anterior. La pel·lícula es va estrenar el 23 de maig de 1984 i es va convertir en el segon èxit més gran de l'any als Estats Units.

### Ewoks,Willowi altres produccions
Ja al 1979, George Lucas produïa pel·lícules per a altres directors. Va comença amb More American Graffiti, la segona part de la seva pel·lícula American Graffiti dirigida per Bill L. Norton. El 1980, juntament amb Francis Ford Coppola, va produir Kagemusha del cineasta Akira Kurosawa, del qual els dos amics són grans admiradors. El 1984, un any després del llançament d'El retorn dels Jedi, va aprofitar la simpatia dels personatges dels Ewoks entre nens i va produir per a la televisió ABC La caravana del valor: Una aventura dels Ewoks. L'any següent, encara va oferir al mateix canal la seqüela, la pel·lícula de televisió La batalla d'Endor: Una aventura dels Ewoks Aquell mateix any, va produir Latino per al seu vell amic Haskell Wexler. Aquest documental projectat al Festival de cinema de Cannes narra la Revolució Sandinista a Nicaragua. El mateix any, també va produir una altra obra projectada al festival: Mishima: A Life in Four Chapters, una pel·lícula que ressegueix la vida de l'escriptor japonès Yukio Mishima.

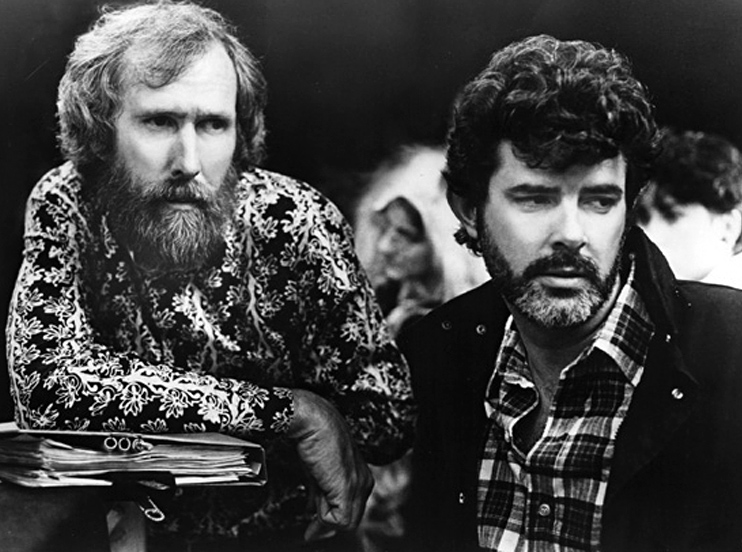
Jim Henson i George Lucas en el rodatge de Laberint el 1985.

El 1986, va produir Laberint per Jim Henson i Howard the Duck dirigida per Willard Huyck, el guionista de les pel·lícules American Graffiti i Indiana Jones i el temple maleït. El 1988, va produir Willow, una pel·lícula d'aventures fantàstiques de la qual també és guionista. Està dirigida per Ron Howard a qui Lucas havia dirigit com a actor a American Graffiti i és protagonitzada per Warwick Davis, l'intèrpret de Wicket l'ewok a les pel·lícules El retorn del Jedi, La caravana del valor i La batalla d'Endor. El mateix any, va produir tres pel·lícules més, Powaqqatsi, un documental de Godfrey Reggio, Tucker: l'home i el seu somni, una biografia de l'industrial Preston Tucker de Francis Ford Coppola i A la recerca de la vall encantada de Don Bluth.
Al mateix temps, Lucas va produir les atraccions Captain Eo amb Michael Jackson el 1986 i Star Tours el 1987 per a Walt Disney World Resort.

### Tercera pel·lícula i sèrie juvenil d'Indiana Jones
A 1989, Lucas es reuneix amb Steven Spielberg dirigint la tercera entrega de les aventures d'Indiana Jones: Indiana Jones i l'última croada. Tres anys després, Lucas llança una sèrie sobre la joventut de l'heroi: The Young Indiana Jones Chronicles a ABC.
La primera temporada s'estrena el 4 de març de 1992 i consta de set capítols d’una hora, emesos setmanalment. El rodatge de la segona temporada comença el 13 de maig de 1992 i té lloc a diversos països de d'Àfrica, així com a Itàlia, Anglaterra, Israel, la República d'Irlanda i Txecoslovàquia. Va aterrar a ABC el 21 de setembre del mateix any i es va centrar en particular en els esdeveniments de la Primera Guerra Mundial durant els quals Indiana Jones es va convertir en soldat i després espia del Govern Federal de Bèlgica. La tercera i última temporada es va emetre a partir del 15 d'octubre de 1994 en forma de quatre llargmetratges. La sèrie va trigar 170 setmanes a rodar-se a vint-i-cinc països. i serveix de laboratori a ILM i George Lucas per experimentar amb noves tècniques, en particular la multiplicació numèrica dels personatges a la pantalla.

### Segona trilogia deLa guerra de les galàxies
En els primers anys de la dècada de 1990, La guerra de les galàxies va tenir un ressorgiment de popularitat gràcies a les sèries de còmics de Dark Horse, les novel·les de Timothy Zahn i el creixent nombre de videojocs basats en l'univers. Això va confirmar Lucas en la seva idea de fer noves pel·lícules. Va començar així a escriure la nova trilogia l'1 de novembre de 1994. El rodatge de The Phantom Menace, la primera pel·lícula, comença el 26 de juny de 1997 i va acabar el 29 de setembre del mateix any. Es va fer principalment a Studios Leavesden a Anglaterra. La pel·lícula es va estrenar el 19 de maig de 1999 i, tot i les crítiques mixtes, va arribar als mil milions de dòlars d’ingressos bruts i es va convertir en la pel·lícula amb més ingressos de l’any 1999.
L'atac dels clons, la segona part de la nova trilogia, va ser l'oportunitat per a Lucas de rodar una pel·lícula completament a digital. Durant el rodatge de The Phantom Menace, només va poder fer-ho en una escena perquè la tecnologia adequada encara no estava desenvolupada. Per a la pel·lícula, Sony estava desenvolupant tecnologia de vídeo d'alta definició creant la càmera HDW-F900. A diferència de les anteriors pel·lícules de La guerra de les galàxies, L'atac dels clons no es filma a Anglaterra, sinó a Austràlia, als estudis de Fox a Sydney, del 26 de juny al 25 d’agost de 2000. La pel·lícula va ser un èxit comercial, tot i que no va assolir el nivell de The Phantom Menace. Tot i això, assoleix al quart lloc anual mundial.
El rodatge de la tercera entrega, La venjança dels Sith va començar el 30 de juny de 2003 i va acabar el 17 de setembre, a Sydney. També es van filmar escenes addicionals a Shepperton Studios i Elstree Studios a Londres des del 23 d'agost de 2004 fins al 31 de gener de 2005, però, a diferència d'altres pel·lícules de La guerra de les galàxies, no hi va haver cap rodatge de localització. Lucas la va presentar, fora de competició, el 15 de maig de 2005 al Festival de Cannes en presència dels actors Samuel L. Jackson, Natalie Portman, Hayden Christensen, Ian McDiarmid, Anthony Daniels i el productor Rick McCallum. La pel·lícula va rebre una acollida favorable per part de crítics de cinema i també va ser un èxit comercial. Va pujar al lloc número 1 anual d'Amèrica del Nord i al número 2 a nivell mundial. La segona trilogia, igual que la primera, va ser un èxit mundial.

### SèriesThe Clone WarsiRed Tails

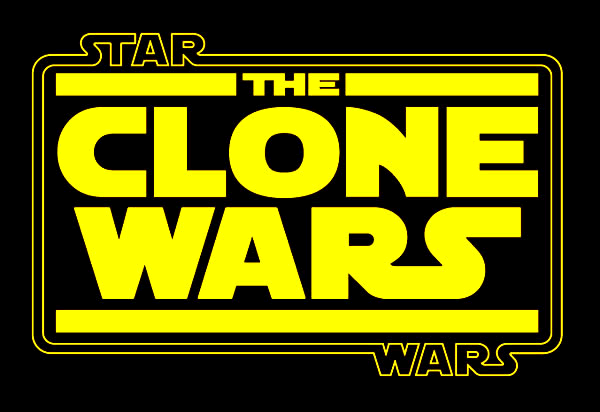
Logotip de la sèrie Star Wars: The Clone Wars.

Poc després del llançament de la sisena entrega de La guerra de les galàxies, Lucas va decidir capitalitzar una vegada més la franquícia iniciant la producció d'una sèrie de televisió d'animació anomenada Star Wars: The Clone Wars que va confiar a l'animador Dave Filoni. Lucas, però, va córrer el risc d’esperar gairebé fins al final de la producció de la primera temporada abans d’oferir la sèrie a un canal. A més, no va poder trobar cap comprador immediatament. Fox Broadcasting Company, l'empresa germana de 20th Century Fox que va distribuir les primeres sis pel·lícules de La guerra de les galàxies, va declinar l'oferta deixant que el canal Cartoon Network s'encarregués de distribuir-la. La sèrie va ser un èxit i va tenir una estrena al cinema de l'episodi pilot, sis temporades i 121 episodis.
L'1 de gener de 2007, durant la Pasadena Rose Parade, George Lucas va anunciar que s'estava produint una quarta entrega de la sèrie Indiana Jones. El títol es va anunciar al setembre del mateix any, Indiana Jones i el regne de la calavera de cristall. La pel·lícula, una vegada més dirigida per Steven Spielberg, va arribar als cinemes el 22 de maig de 2008. L'argument és de Lucas, però el guió és obra de Jeff Nathanson i David Koepp. La pel·lícula va ser, com la resta de la saga d'Indiana Jones, un èxit de taquilla, però va rebre crítiques diverses.
El 16 d'abril de 2009 va començar el rodatge de Red Tails produït per Lucas i dirigit per Anthony Hemingway. Es tracta d’una pel·lícula basada en la història d’un grup de pilots americans negres durant la Segona Guerra Mundial. Des de 1990, Lucas tenia al cap aquest projecte, que va sortia per fi a les pantalles dels cinemes estatunidencs el 20 de gener de 2012. Al febrer del mateix any, es va llançar a les pantalles la versió en 3D de The Phantom Menace. L'èxit mundial de la pel·lícula Avatar de James Cameron el 2009 va convèncer Lucas a convertir les sis pel·lícules de La guerra de les galàxies a 3D.

### Venda de la seva productora
Al maig i juny de 2011, es va llançar l'atracció Star Tours: The Adventures Continue a diversos parcs de Disney. En els Disney's Hollywood Studios van ser presentada per Bob Iger, CEO de The Walt Disney Company i George Lucas. Els dos homes es coneixien des de 1991 quan Bob Iger era CEO d'ABC per al qual Lucas va produir The Young Indiana Jones Chronicles. Iger va aprofitar aquest esdeveniment per proposar a Lucas la compra de Lucasfilm per part de Disney. El creador de La guerra de les galàxies va rebutja l'oferta, però els successius fracassos de Red Tails el gener 2012 i The Phantom Menace en 3D al febrer van fer que Lucas canviés d'opinió.
El juny de 2012, en previsió de la seva jubilació, George Lucas va anunciar que la productora de totes les pel·lícules d'Indiana Jones, Kathleen Kennedy, codirigiria la companyia al seu costat. El dimarts 30 d'octubre de 2012, The Walt Disney Company va anunciar l'adquisició de la productora Lucasfilm per un import de 4,05 mil milions de dòlars en efectiu i en accions. El mateix dia, Lucas i Iger va anunciar públicament el llançament al cinema de Star Wars episodi VII: El despertar de la força per al 2015, una seqüela que va iniciar una tercera trilogia.
George Lucas va haver de convertir-se en consultor de les següents pel·lícules de La guerra de les galàxies perquè havia escrit en secret una trama general per a una nova trilogia, però finalment Disney va preferir optar per una història diferent i va aprofitar per excloure'l de la producció de pel·lícules. Després del llançament teatral de l'episodi VII, Lucas va dir que estava decebut amb la pel·lícula, sobretot perquè va reprendre enormement la trama de la primera pel·lícula de La guerra de les galàxies de 1977.

### Actualitat
El 3 de gener de 2024 el nom de George Lucas apareix entre els documents de la investigació del cas de Jeffrey Epstein, la qual cosa el podria involucrar en accions il·legals amb relació a tràfic de menors i de treball sexual amb menors

## Filmografia

### Llargmetratges
| Títol                                               | Any  | Productor executiu | Guionista | Director | Notes                                           |
| --------------------------------------------------- | ---- | ------------------ | --------- | -------- | ----------------------------------------------- |
| THX 1138                                            | 1971 | No                 | Sí        | Sí       | També editor                                    |
| American Graffiti                                   | 1973 | No                 | Sí        | Sí       | [ 110 ]                                         |
| La Guerra de les Galàxies                           | 1977 | Sí                 | Sí        | Sí       | Posteriorment reanomenda com Una nova esperança |
| More American Graffiti                              | 1979 | Sí                 | No        | No       | [ 111 ] [ 112 ]                                 |
| Kagemusha                                           | 1980 | Sí                 | No        | No       | Versió internacional                            |
| L'Imperi contraataca                                | 1980 | Sí                 | Història  | No       |                                                 |
| A la recerca de l'arca perduda                      | 1981 | Sí                 | Història  | No       |                                                 |
| El retorn del Jedi                                  | 1983 | Sí                 | Sí        | No       |                                                 |
| Twice Upon a Time                                   | 1983 | Sí                 | No        | No       |                                                 |
| Indiana Jones i el temple maleït                    | 1984 | Sí                 | Història  | No       |                                                 |
| Mishima: A Life in Four Chapters                    | 1985 | Sí                 | No        | No       |                                                 |
| Labyrinth                                           | 1986 | Sí                 | No        | No       |                                                 |
| Howard the Duck                                     | 1986 | Sí                 | No        | No       |                                                 |
| Powaqqatsi                                          | 1988 | Sí                 | No        | No       | Pel·lícula documental                           |
| Willow                                              | 1988 | Sí                 | Història  | No       |                                                 |
| Tucker                                              | 1988 | Sí                 | No        | No       |                                                 |
| The Land Before Time                                | 1988 | Sí                 | No        | No       |                                                 |
| Indiana Jones i l'última croada                     | 1989 | Sí                 | Història  | No       |                                                 |
| Radioland Murders                                   | 1994 | Sí                 | Història  | No       |                                                 |
| L'amenaça fantasma                                  | 1999 | Sí                 | Sí        | Sí       |                                                 |
| L'atac dels clons                                   | 2002 | Sí                 | Sí        | Sí       |                                                 |
| Star Wars Episodi III: La venjança dels Sith        | 2005 | Sí                 | Sí        | Sí       |                                                 |
| Indiana Jones i el regne de la calavera de cristall | 2008 | Sí                 | Història  | No       |                                                 |
| Star Wars: The Clone Wars                           | 2008 | Sí                 | No        | No       |                                                 |
| The Nina Foch Course for Filmmakers and Actors      | 2010 | Sí                 | No        | No       | Pel·lícula documental. Directe a vídeo          |
| Red Tails                                           | 2012 | Sí                 | No        | No       | També director de repeticions sense acreditar   |
| Strange Magic                                       | 2015 | Sí                 | Història  | No       |                                                 |

Productor executiu no acreditat
| Títol         | Any  | Notes                  |
| ------------- | ---- | ---------------------- |
| Foc en el cos | 1981 | [ 114 ] [ 115 ]        |
| Return to Oz  | 1985 |                        |
| Latino        | 1985 | Producció de Lucasfilm |

### Curtmetratges
| Títol                              | Any  | Director | Guionista | Notes                                                                                         |
| ---------------------------------- | ---- | -------- | --------- | --------------------------------------------------------------------------------------------- |
| Look at Life                       | 1965 | Sí       | No        | També guionista no acreditat, editor i director de fotografia                                 |
| Herbie                             | 1966 | Sí       | No        | Codirecció amb Paul Golding; també guionista, editor i director de fotografia sense acreditar |
| Freiheit                           | 1966 | Sí       | No        | També guionista, editor i director de fotografia no acreditat                                 |
| 1:42.08                            | 1966 | Sí       | Sí        | Documental; també editor i director de fotografia sense acreditar                             |
| Anyone Lived in a Pretty How Town  | 1967 | Sí       | Sí        | també editor i director de fotografia sense acreditar                                         |
| The Emperor                        | 1967 | Sí       | Sí        | Documental                                                                                    |
| Electronic Labyrinth: THX 1138 4EB | 1967 | Sí       | Sí        | també editor sense acreditar                                                                  |
| 6-18-67                            | 1967 | Sí       | No        | Documental; també guionista, editor i director de fotografia no acreditat                     |
| Filmmaker                          | 1968 | Sí       | Sí        | Documental; també editor, director de fotografia i so                                         |

Rols no acreditats
| Títol                                    | Any  | Rol                 | Notes                        |
| ---------------------------------------- | ---- | ------------------- | ---------------------------- |
| Bald: The Making of THX 1138             | 1971 | Director            | Promoció documental          |
| THX Wow!                                 | 1990 | Productor executiu  | Video THX test               |
| Star Wars Episode II: The Saga Continues | 2000 | Director, productor | Promoció de vídeo documental |

## Televisió
| Títol                                               | Any(s)               | Productor executiu | Escriptor           | Notes                                                                        |
| --------------------------------------------------- | -------------------- | ------------------ | ------------------- | ---------------------------------------------------------------------------- |
| La caravana del valor: Una aventura dels Ewoks      | 1984                 | Sí                 | Història            | Pel·lícula per a televisió                                                   |
| Ewoks: The Battle for Endor                         | 1985                 | Sí                 | Història            | Pel·lícula per a televisió                                                   |
| Inside the Labyrinth                                | 1986                 | Sí                 | No                  | Documental de televisió                                                      |
| The Young Indiana Jones Chronicles                  | 1992–1996, 1999–2001 | Sí                 | Creador i històries | 28 episodis + 4 pel·lícules per a televisió / 22 pel·lícules per a televisió |
| The Adventures of Young Indiana Jones Documentaries | 2007–2008            | Sí                 | No                  | 94 episodis + 3 Lectures                                                     |
| Star Wars: the Clone Wars                           | 2008–2014, 2020      | Sí                 | Creador             | 133 episodis + 4 a Legacy / Concepció de totes les històries                 |
| Double Victory: The Tuskegee Airmen at War          | 2012                 | Sí                 | No                  | Documental per a televisió                                                   |
| Manifest Destiny                                    | 2012                 | Sí                 | No                  | Documental per a televisió de 3 parts                                        |

## Llibres

### Autor
| Títol                                            | Any  | Notes                                                               | Univers                                           |
| ------------------------------------------------ | ---- | ------------------------------------------------------------------- | ------------------------------------------------- |
| Star Wars: From the Adventures of Luke Skywalker | 1976 | Autor acreditat (escrit per Alan Dean Foster no acreditat)          | Star Wars (novel·lació de la primera pel·lícula)  |
| Shadow Moon                                      | 1995 | Crèdit de coescriptura amb Chris Claremont                          | Willow (trilogia de Chronicles of the Shadow War) |
| Shadow Dawn                                      | 1996 | Escrita per Chris Claremont a partir d'una història de George Lucas | Willow (trilogia de Chronicles of the Shadow War) |
| Shadow Star                                      | 2000 | Escrita per Chris Claremont a partir d'una història de George Lucas | Willow (trilogia de Chronicles of the Shadow War) |

### Adaptacions d'episodis no produïts de la sèrieStar Wars: The Clone Wars
| Títol                       | Any  | Notes |
| --------------------------- | ---- | --- |
| Darth Maul: Son of Dathomir | 2014 | Adaptació al còmic de quatre episodis no produïts de Jeremy Barlow (basat en guions d'Aida Croal i Matt Michnovetz)                   |
| Star Wars: Dark Disciple    | 2015 | Adaptació a novel·la de vuit episodis no produïts per Christie Golden (basat en guions de Katie Lucas, Matt Michnovetz i Dave Filoni) |